# Bergsialia
De bergsialia (Sialia currucoides) is een vogelsoort uit de familie van de lijsters.

## Verspreiding en leefgebied
Deze soort komt voor in het westen van Verenigde Staten, Alaska, Canada en in het noorden van Mexico.

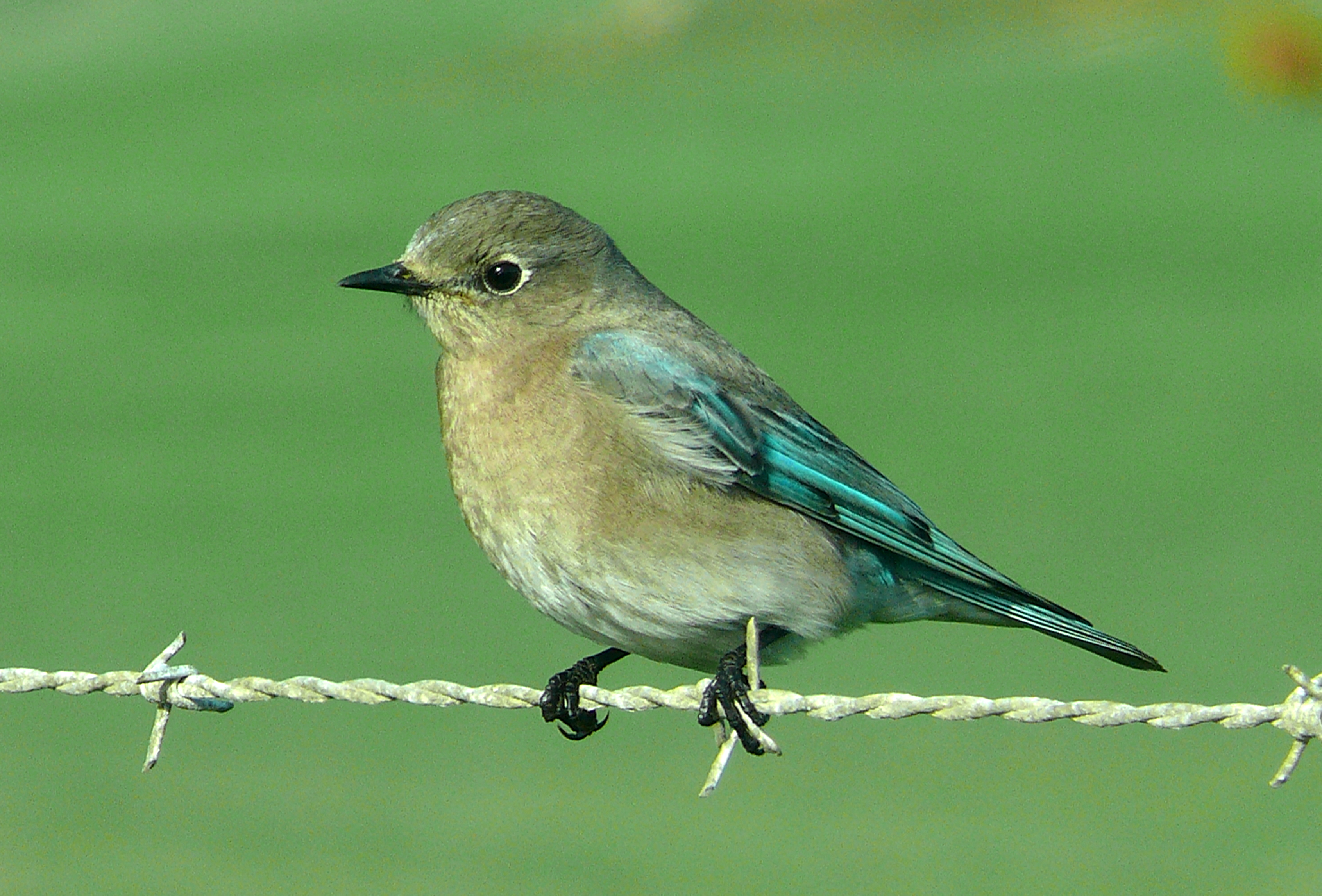
Vrouwtje
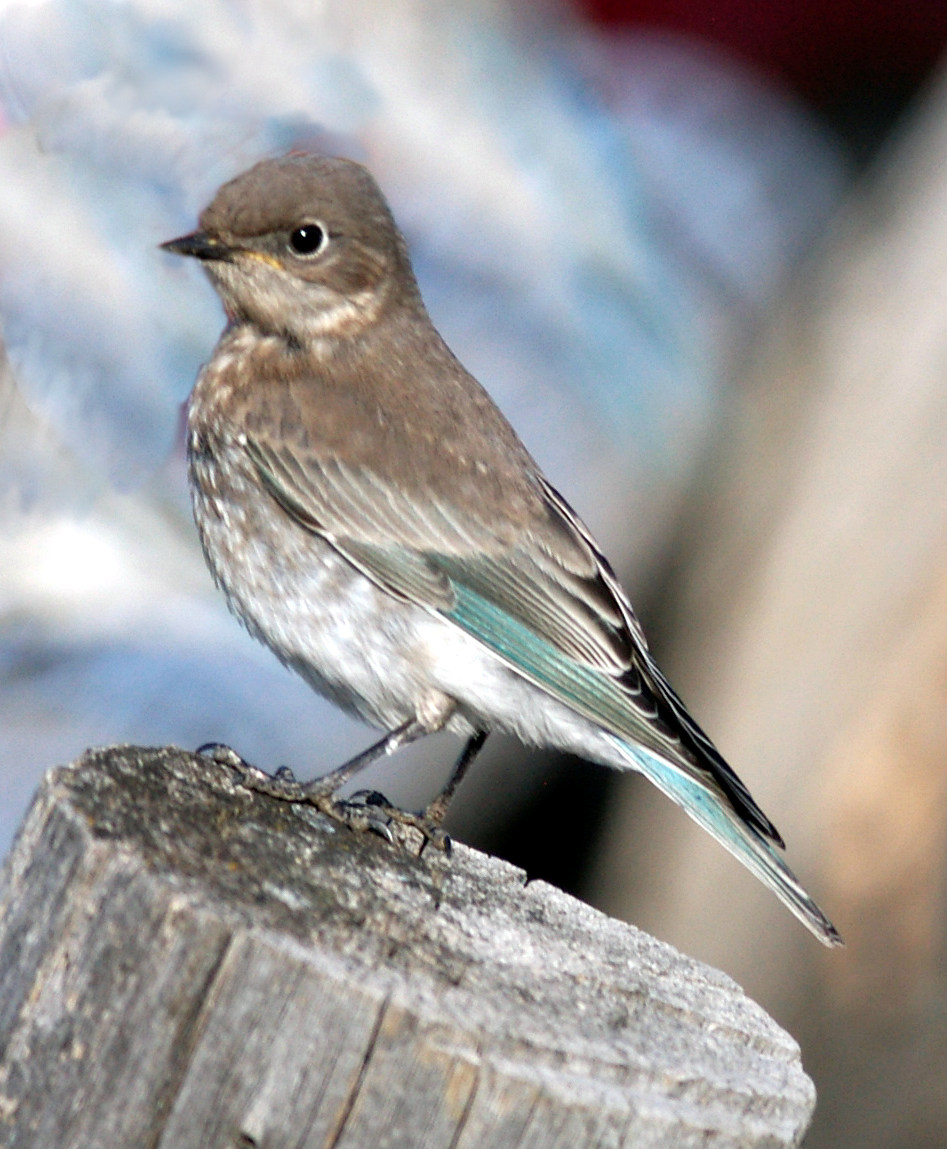
Juveniel